# Bruno Latour
Pour les articles homonymes, voir Latour.
Bruno Latour, né le 22 juin 1947 à Beaune et mort le 9 octobre 2022 à Paris, est un sociologue, anthropologue, théologien et philosophe des sciences français.
Après avoir été assistant de Jean-Jacques Salomon au CNAM, puis avoir enseigné à l'École des mines de Paris, de 1982 à 2006, il devient en septembre 2006 professeur à l'Institut d'études politiques de Paris. En septembre 2007, il devient directeur scientifique et directeur adjoint de Sciences-Po. En 2009, il participe à la création du laboratoire de recherche interdisciplinaire médialab. En 2010, il lance, au sein de Sciences-Po, le programme d'expérimentation en arts et politique (SPEAP).
Connu pour ses travaux en sociologie des sciences, il a mené des enquêtes de terrain où il observe des scientifiques au travail et décrit le processus de recherche scientifique d'abord comme une construction sociale. Il a également mis en cause l'exclusivité des matériaux « sociaux » dans la « construction » des faits scientifiques, abandonnant le constructivisme social pour une théorie plus large de l'acteur-réseau. En 2007, Bruno Latour est classé parmi les dix chercheurs les plus cités en sciences humaines. Il jouit d'une certaine notoriété dans le monde académique anglophone, où une journaliste l'a une fois décrit comme « le plus célèbre et le plus incompris des philosophes français ».
Ses ouvrages les plus connus sont La Vie de laboratoire (1979), La Science en action (1987), Nous n'avons jamais été modernes (1991) et Politiques de la nature (1999). Parmi ses principales influences, on peut mentionner Michel Serres. Bruno Latour fut membre du comité d'orientation de la revue Cosmopolitiques.

## Biographie

### Jeunesse et études
Bruno Latour se présente dans son livre Où atterrir comme issu d'une famille bourgeoise et provinciale de négociants en vins de Bourgogne. Il s'agit de la Maison Louis Latour, propriétaire de nombreux domaines en Bourgogne, en Ardèche (depuis 1979) et dans le Var (depuis 1989). Il découvre la philosophie en classe de terminale, et le coup de foudre est immédiat. Jeune étudiant catholique, il milite au sein de la Jeunesse étudiante chrétienne, et se dit très influencé par Charles Péguy. C'est d'ailleurs en théologie qu'il soutient sa thèse à l'université de Tours en 1975, intitulée « Exégèse et ontologie : une analyse des textes de résurrection », sous la direction de Claude Bruaire. Il est agrégé de philosophie.

### Parcours professionnel
À la fin des années 1970, il est assistant de Jean-Jacques Salomon au Conservatoire national des arts et métiers, avant d'être nommé à l'École des mines de Paris, où il restera en poste de 1982 à 2006. En septembre 2006, alors en pleine gloire, il est nommé professeur à l'Institut d'études politiques de Paris, dont il devient directeur scientifique en septembre 2007.
Marié à la musicienne Chantal Latour (avec laquelle il a parfois travaillé), il est le père de Chloé et Robinson, tous deux artistes.

## Apports

### Premières recherches
Bruno Latour a été profondément influencé par la pensée de Michel Serres. Il s'intéresse à l'anthropologie et entreprend en guise de service militaire une enquête de terrain dans un laboratoire de l'ORSTOM en Côte d'Ivoire à Abidjan dont le résultat est une brève monographie sur la décolonisation, la notion de race et les relations industrielles, co-écrite avec Amina Shabou. Il en revient s'interrogeant sur la modernité. Parallèlement, il mène une recherche sur l'exégèse biblique des textes portant sur la résurrection pour une thèse de troisième cycle.
Ses travaux se concentrent ensuite sur le travail des scientifiques dans leur laboratoire. À l'été 1976, lors d'une conférence à Berkeley, il rencontre par hasard Steve Woolgar avec qui il publie en 1979 : Laboratory Life: the Social Construction of Scientific Facts (traduit en français en 1988 sous le titre La Vie de laboratoire). Dans cet ouvrage, les deux auteurs entreprennent une étude ethnologique d'un laboratoire de recherche spécialisé en neuroendocrinologie au Salk Institute de San Diego. Ils montrent que la description naïve de la méthode scientifique selon laquelle la réussite ou l'échec d'une théorie dépendent du résultat d'une seule expérience ne correspond pas à la pratique réelle des laboratoires. Généralement, une expérience produit seulement des données peu concluantes, attribuées à un défaut du dispositif expérimental ou de la procédure. Ainsi, une grande partie de l'éducation scientifique consiste à apprendre comment trier les données qui doivent être gardées et celles qui doivent être rejetées, un processus qui, pour un regard extérieur « non éduqué », peut être perçu comme une manière d'ignorer les données qui contredisent l'orthodoxie scientifique.
Latour et Woolgar proposent une vision hétérodoxe et controversée des sciences. Ils défendent l'idée que les objets d'étude scientifiques sont « socialement construits » dans les laboratoires, qu'ils n'ont pas d'existence en dehors des instruments de mesure et des spécialistes qui les interprètent. Plus largement, ils considèrent l'activité scientifique comme un système de croyances, de traditions orales et de pratiques culturelles spécifiques.

### Autres études de cas

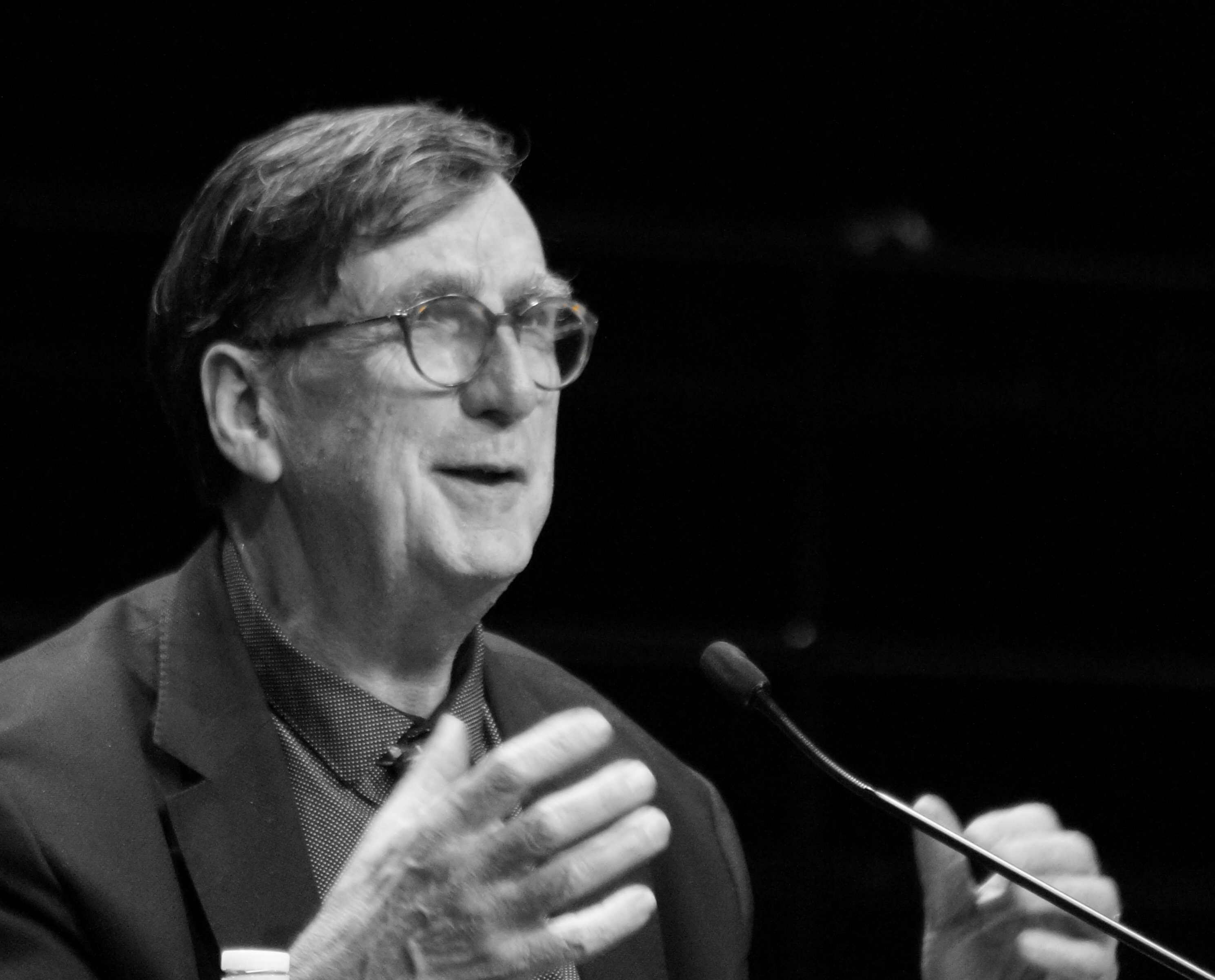
Bruno Latour lors d'une conférence au théâtre Claude Lévi-Strauss en 2015.

Après un projet de recherche sur la sociologie des primatologues, Bruno Latour poursuit ses recherches entreprises dans La Vie de laboratoire avec Les Microbes : Guerre et paix (1984). Il y raconte la vie et la carrière de Louis Pasteur et sa découverte des micro-organismes à la manière d'une biographie politique. Il met en lumière les forces sociales qui interviennent dans la carrière de Pasteur et la façon dont ses théories sont finalement acceptées par la société. En donnant des raisons d'ordre idéologique pour expliquer l'accueil plus ou moins favorable du travail de Pasteur selon les milieux, Latour cherche à saper l'idée selon laquelle l'acceptation ou le rejet des théories scientifiques est essentiellement, ou même habituellement, de l'ordre de l'expérience, de la preuve ou de la raison, ce qui lui vaut régulièrement des accusations de « relativisme ».
Un autre ouvrage, Aramis ou l'Amour des techniques (1992) se concentre sur l'histoire du projet raté de métro Aramis.
Latour applique également sa méthode au monde du droit en rendant compte des travaux du Conseil d'État dans La Fabrique du droit (2002), qu'il met en perspective avec ses précédentes études sur les modes concrets de production des théories scientifiques.
En 2010, il participe à la fondation du projet théâtral Gaia Global Circus. Dans ce cadre, il crée la pièce Cosmocolosse en collaboration avec Frédérique Aït-Touati et Chloé Latour. Elles mettent en scène en 2013 la pièce Gaia Global Circus écrite par Pierre Daubigny et basée sur les travaux du projet du même nom. Bruno Latour a relancé l'hypothèse Gaïa, disant que la Terre n'a pas seulement un mouvement, mais aussi un comportement propre, susceptible de réagir au comportement des humains. Des idées de ce type sont également développées par Philippe Descola. Sur ce thème, et plus généralement sur l'écosophie, Bruno Latour travaille également avec Emanuele Coccia et ses recherches philosophiques sur la nature du vivant, Vinciane Despret pour la pratique d'une philosophie de terrain, ou Émilie Hache et l'écoféminisme, facilitant les travaux en commun de ces personnes.

### Travaux théoriques
Bruno Latour se tourne ensuite vers des travaux plus théoriques et programmatiques. À la fin des années 1980, il devient un des principaux défenseurs de la théorie de l'acteur-réseau aux côtés notamment de Michel Callon et de John Law. Ses ouvrages plus théoriques comprennent La Science en action, L'Espoir de Pandore, et Nous n'avons jamais été modernes.
Latour s'inscrit dans une tradition philosophique qu'il qualifie de « non-moderne », par opposition aux modernes et aux postmodernes. Il s'intéresse à l'opposition entre les « objets » (ultimes, qu'on peut lancer à la tête du conférencier) et les « choses » (qui s'imposent à nous — les États, par exemple).
Bruno Latour se situe dans une opposition frontale (et à l'occasion violente) à la tradition critique et marxiste qui alors régnait sur les sciences sociales, incarnée par Pierre Bourdieu (1930-2002). Tous deux se sont régulièrement affrontés par articles interposés, et leurs disciples respectifs nourrissent une animosité manifeste.
Ses conceptions sur les « non-humains » l'amènent à élaborer un véritable programme d'écologie politique. Notant l'impact des découvertes scientifiques sur l'organisation de la société, il souhaite que la Constitution du pays prenne en compte non seulement les humains mais aussi les « non-humains ». À cette fin, il propose la création d'un « parlement des choses », dans lequel les choses seraient représentées par des scientifiques ou des personnes reconnues pour leur compétence dans un champ particulier, au même titre que les députés traditionnels représentent aujourd'hui les citoyens.
En 1990, la version anglaise de La Science en action fait l'objet d'une critique acerbe de la sociologue des sciences américaine Olga Amsterdamska, dans un texte intitulé « Surely You Are Joking, Monsieur Latour! », et qui fit date.
En 1997, Latour a fait partie des intellectuels mis en cause dans le livre d'Alan Sokal et Jean Bricmont, Impostures intellectuelles aux côtés de Jacques Lacan, Julia Kristeva, Luce Irigaray, Jean Baudrillard, Gilles Deleuze, Félix Guattari et Paul Virilio. Les deux auteurs critiquent en particulier son utilisation de la théorie de la relativité.
En 2001, dans son tout dernier cours au Collège de France, le sociologue Pierre Bourdieu s'associait à son collègue Yves Gingras pour dénoncer la fausse radicalité de la tendance de sociologie des sciences illustrée par Bruno Latour et ses collègues, qui selon lui soulèvent avec fracas de faux problèmes et avancent par « une série de ruptures ostentatoires » surtout destinées à promouvoir leurs carrières.

### Un tournant écologiste?

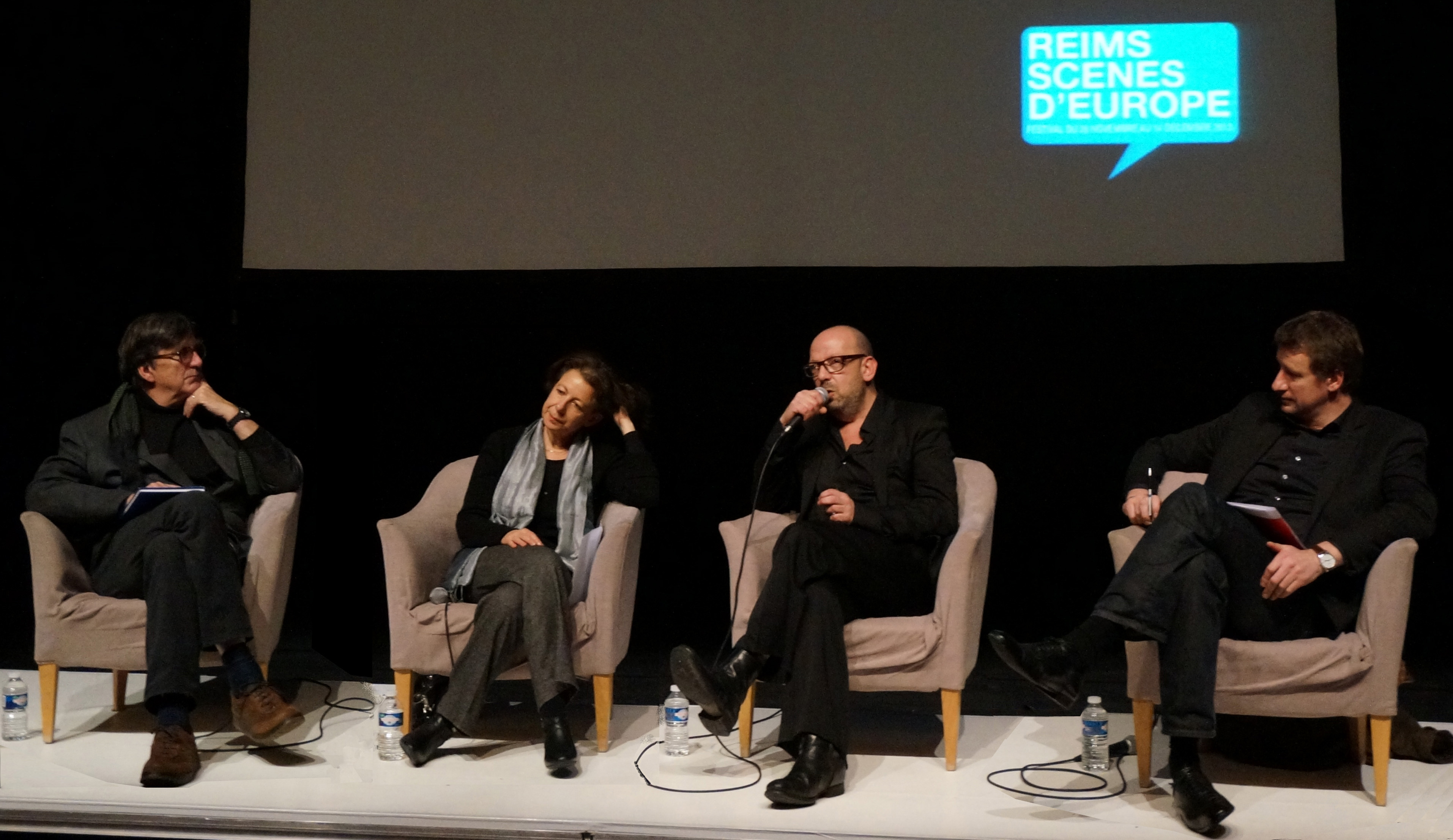
En 2013, lors du Festival Reims Scènes d'Europe sur le thème Gaïa, débat « Agent de la géohistoire ».

Alors que le travail de Bruno Latour avait consisté, depuis 1979, en une attaque en règle de l'idée de validité scientifique, l'émergence de la crise écologique globale et la récupération de ses postures relativistes et constructivistes par les discours climatosceptiques lui font traverser une crise profonde. Dans un article de 2004 (l'un de ses plus cités), il s'interroge : 

« Voyez-vous pourquoi je suis inquiet ? Par le passé, j'ai moi-même consacré un certain temps à essayer de montrer "le manque de certitudes scientifiques" inhérent à la construction de faits. Moi aussi, j'en ai fait une "question primordiale". [...] Ai-je eu tort de participer à l'émergence de ce champ que sont les études des sciences ? Sera-t-il suffisant de dire que nous ne voulions pas réellement dire ce que nous disions ? Pourquoi cela me brûle-t-il la langue de dire que le réchauffement mondial est un fait, que cela vous plaise ou non ? Pourquoi ne puis-je pas simplement dire que cette affirmation est absolument indiscutable ? »

— Bruno Latour, Why Has Critique Run out of Steam? From Matters of Fact to Matters of Concern, 2004.
Le premier grand essai de Latour à s'intéresser à la question écologique est Politiques de la nature, paru en 1999, mais qui se préoccupe davantage d'épistémologie politique (brocardant le concept de nature) que d'écologie, essayant d'intégrer l'écologie politique à sa théorie de l'acteur-réseau malgré une incompatibilité flagrante. 
Pour l'historien Jean-Baptiste Fressoz, « s’intéressant tardivement à la question climatique et environnementale, [Latour] l’a abordée en tant que philosophe et historien des idées. Politiques de la nature (La Découverte, 1999) partait du constat – historiquement faux – que, la question environnementale étant radicalement nouvelle, il fallait entièrement refonder le politique », mais ce faisant il se détourne de sa méthode empirique initiale pour adopter une posture prophétique qui n'a plus grand-chose d'universitaire.  
Le philosophe de l'écologie Dominique Bourg, analysant ce premier tournant, diagnostique ainsi « en dépit de ce qu’il revendique, la posture latourienne me semble au rebours d’une approche écologique ».
D'après Patrice Maniglier, Bruno Latour n'a pas réellement pris l'écologie au sérieux avant 2012. Latour lui-même reconnaît (dans son dernier livre La religion à l’épreuve de l’écologie) que c’est l’encyclique pontificale Laudato Si (2015) qui lui a donné l’occasion « d’atterrir », en écologie, celle-ci lui paraissant le moyen de faire le lien entre la théologie chrétienne et sa critique de la modernité laïque. 
Une grande partie de la fin de carrière de Bruno Latour consistera donc en une tentative d'accommoder la théorie de l'acteur-réseau, constituée comme un constructivisme radical fondé sur la négation des spécificités de la démarche scientifique et du concept de nature, avec la crise écologique comme évidence indéniable. Cela se passera d'abord dans Face à Gaïa : Huit conférences sur le nouveau régime climatique en 2015 (ressuscitant pour l'occasion la controversée Théorie Gaïa), puis dans plusieurs ouvrages qui développeront la notion de « terrestres », jusqu'à y voir l'émergence d'une nouvelle lutte des classes (Mémo sur la nouvelle classe écologique, 2022), concept contre lequel il s'est pourtant battu plusieurs décennies.
La sincérité, l'opportunité et la cohérence philosophique de ce revirement ont fait l'objet de critiques sévères, notamment par le Suédois Andreas Malm dans son livre Avis de Tempête en 2020, ainsi que par les sociologues Yoann Demoli et René Llored dans Sociologie de l'environnement.

### Sciences Po, École des Arts politiques (SPEAP)
Bruno Latour a participé à la création du double-diplôme en sciences et sciences sociales entre Sciences Po et l'université Pierre-et-Marie-Curie (Sorbonne-Université à partir de 2018). Ce cursus est remplacé à la rentrée 2020 par le Bachelor of arts and sciences (BASc).
En juillet 2010 au Centre Pompidou dans le cadre du cycle de conférences Éloquence et démonstration, Bruno Latour annonce officiellement la création du master SPEAP : Sciences-Po Programme d'expérimentation en arts et politique. Cofondée avec Valérie Pihet, cette proposition originale et pluridisciplinaire se propose de réarticuler les liens entre les arts, les sciences et la politique. Le Centre Pompidou et The Harvard University Graduate School of Design, saluent et soutiennent le caractère innovant et expérimental de ce programme de recherche[réf. nécessaire]. Depuis la rentrée 2011, SPEAP accueille, chaque année, une vingtaine de jeunes artistes, chercheurs ou professionnels qui collaborent sur des projets réels en convoquant les pratiques artistiques et celles des sciences humaines. La création de SPEAP s'inscrit dans une volonté de Sciences Po pour faire des arts un véritable outil de compréhension du monde contemporain. Latour rédige alors « Il n'y a pas de monde commun il faut le composer », un extrait du Manifeste compositionniste ; pour une école des arts-politiques. Depuis 2014, le programme SPEAP est dirigé par Frédérique Aït Touati entourée d'Emanuele Coccia, de Jean-Michel Frodon, cofondateur du programme, Donato Ricci et Estelle Zhong Mengual.
En 2023, le programme SPEAP est toutefois déchu de son statut de master et devient une simple certification non diplômante et payante, ne donnant lieu à aucun crédit dans le système ECTS.
En 2025, le programme est définitivement supprimé.

### Philosophie

#### Ontologie latourienne
Latour dit s'adonner à « une révision drastique de l'ontologie » moderne. Il définit de nouvelles propriétés essentielles et accidentelles du réel.
Selon lui, le monde se compose de nombreux modes d'existence (parfois nommés « constrastes »). Au cours de sa carrière, Latour dit en avoir « relevé douze ou quatorze » : ainsi la science, le droit, la technologie, la politique, la reproduction et la religion. Chacun de ces modes d'existence a « ses pouvoirs explicatifs propres ». La vérité qu'il libère n'empiète pas sur celle des autres modes. Voilà pourquoi on ne peut parler que scientifiquement de science et religieusement de religion. La pire des erreurs consiste en la confusion des modes d'existence (ce qui a été l'erreur des modernes).
Par des « chaînes de traduction », nous essayons d'atteindre la vérité de chaque mode d'existence particulier. Mais la pertinence de ces traductions n'est pas constante, elle varie: les « conditions de félicité » (ou de vérité) permettent d'avancer correctement ; à l'opposé, les « conditions d'infélicité » nous égarent. Chaque mode d'existence a, pour ainsi dire, ses propres « conditions de félicité et d'infélicité ». La technologie et la politique, par exemple, « sont également rationnelles ».
La raison est « ce qui permet à chaque contraste d'être considéré selon ses propres valeurs de vérité, en suivant le fil de ses conditions spécifiques de félicité sans tomber dans des erreurs de catégorie ».
Sous cet angle, l'aspect disparate de l'œuvre de Latour prend une tout autre forme. Son objectif premier, dit-il, était de mettre en évidence différents modes d'existence. Aramis ou L'amour des techniques (1992) et La fabrique du droit : une ethnographie du Conseil d'État (2002) ont défini la technologie et le droit comme deux contrastes.
Qu'advient-il lorsque les contrastes ne sont pas respectés ? On plonge dans l'incompréhension et dans l'incapacité à tenir un discours authentique.
Pour Latour, nous sortons précisément d'une de ces périodes. La modernité a occulté différents modes d'existence, dont la reproduction, la science (véritable) et la religion. Notons que tous les modes d'existence n'ont pas été mis à mal par l'erreur des modernes. Le droit n'a pas été affecté et a toujours gardé « ses propres conditions de vérité ». Pour retrouver le vrai, notre monde globalisé doit abandonner des concepts délétères et une série de dichotomies illusoires. La première d'entre elles, et la plus pernicieuse, est l'opposition entre matière et esprit, qui se décline sous différentes formes: objet/sens, corps/âme, immanence/transcendance. De là découlent d'autres distinctions comme celle séparant le savoir et la croyance, autrement dit la science et la religion (au sens moderne). Si ces concepts furent invoqués pour « couper quelques gorges » et commettre des crimes, ils ont avant tout plongé l'homme dans le brouillard. Latour fait œuvre d'historien. Il divise le passé en périodes, qui virent l'humanité s'éloigner ou s'approcher de la vérité.

#### Prémodernité
Le monothéisme n'a pas défini un monde naturel dépourvu de transcendance, dont il faudrait se détacher pour « progresser dans la vie spirituelle ». Cette idée de Jan Assmann manque de recul. L'égyptologue allemand n'a pas été capable d'historiciser l'immanence et la transcendance. Latour soutient toutefois l'idée que la « division mosaïque » établit « une différence absolue (non relative) entre le vrai et le faux ». La religion est un mode d'existence dont la conscience est bien antérieure à la modernité. D'après Latour, à l'époque des Pères de l'Église, le message chrétien prenait en compte toute la Création : humains et non-humains compris (par « non-humain », Latour entend les organismes vivants, mais aussi ce que les modernes considéraient comme de la « matière inerte »).

#### Modernité
La modernité commence avec ce que l'historiographie a appelé « la révolution scientifique du 17e siècle ». Il s'agit d'un tournant décisif. Cette période voit l'émergence de « l'énonciation scientifique », dont la portée réelle restera occultée jusqu'à nos jours.
En opposant la res extensa à la res cogitans, Descartes aurait plongé les modernes dans un dualisme séparant la matière et l'esprit. Une distinction lourde de conséquences… Latour évoque aussi John Locke comme l'instigateur de la modernité. La nature se réduit à présent au « monde matériel ». Elle est l'objet du savoir, que seule la science est capable d'établir. La religion, séparée de la nature, se replie sur l'âme et le surnaturel. Elle relève désormais de la croyance. Elle peut toujours parler du monde, mais elle a perdu « toute prétention à influencer le cours des événements. Son impact ne sera que décoratif. » En adhérant à cette « vision scientifique du monde », les modernes ont fait preuve d'un manque fondamental de sens critique et les conséquences en furent désastreuses : l'opposition entre savoir et croyance plongea l'Occident dans l'obscurité. Si les modernes réussirent à montrer que « rien n'est hors de portée des chaînes de référence », il se rendirent aussi « coupables d'un péché » : celui d'avoir travesti les « transformations » nécessaires aux découvertes scientifiques. En masquant les biais qu'implique chacune des expériences, ils ont fait passer leurs résultats pour apodictiques. Dans cette perspective, le projet anthropologique de Latour prend tout son sens, cf. notamment La Vie de laboratoire (1979).
Latour poursuit : « Nous oublions toujours que ce que la modernité fit à la religion est encore pire que ce qu'elle fit à la science. » En effet, les non-humains furent exclus du salut, de la résurrection. L'anthropocentrisme des humanistes préfigure déjà cette rupture. « Incapables de digérer le choc de la science », les églises chrétiennes virent leur domaine se rapetisser : de toute la Création, il se réduisit à l'âme humaine. La religion essaya par ailleurs d'aborder le surnaturel en imitant les instruments scientifiques : la confusion des « régimes d'énonciation » était donc totale.
Les physiciens ont vulgarisé le concept de matière, sans considérer l'abîme entre nos moyens de connaître le monde et les façons qu'il a de se comporter. Si les chimistes et les ingénieurs étaient déjà conscients de ce décalage, leur avis demeura étouffé par l'aura de la physique. La révolution se produisit lorsque les naturalistes se penchèrent sur l'évolution biologique. En énonçant la théorie de la sélection naturelle, Charles Darwin mit en évidence l'hybridité de la matière (Référence et Reproduction). Autrement dit, Darwin permit de discerner un décalage entre notre discours sur les animaux et la force qui les anime : « les organismes, par eux-mêmes, construisent leurs propres sens ».
Cependant, les conséquences métaphysiques de la théorie de l’évolution ne furent pas clairement énoncées : « Plus de cent cinquante ans après ses découvertes, la conscience publique n’a toujours pas été imprégnée par la pleine originalité de la pensée de Darwin ». Elle a même été occultée, « non seulement par les prétendus créationnistes, mais aussi par les néodarwinistes ». Seul Jakob von Uexküll (et avant lui Alfred North Whitehead) sut la reconnaître et la poursuivre : avec l’Umwelt, il rompit définitivement avec la nature des modernes. Si elles partagent le même environnement, les espèces vivent dans leur « monde propre ». Celui-ci se redéfinit continuellement au fil de l’évolution. Cet élément est fondamental : « L’organisme et le milieu ne constituent pas deux éléments extérieurs l’un à l’autre, mais un système de relations étroites ».
Intuitivement, les créationnistes ont perçu un problème dans l'interprétation classique du darwinisme, mais ils "n'ont pas été capables d'expliquer la raison de leur malaise" face à l'interprétation classique du darwinisme. Par ailleurs, ils ont vu la nécessité de reconnecter la religion au monde. Ils commirent pourtant une erreur fondamentale en acceptant la notion de nature. Ils cherchèrent dans le discours religieux une explication scientifique, et se condamnèrent ainsi à l'échec. L'histoire, précise Latour, n'a jamais connu "d'incompréhension plus profonde de la religion".
Latour distingue les darwinistes, c’est-à-dire ceux qui ont véritablement compris la théorie de l’évolution, des néodarwinistes. Ces derniers sont, pour lui, assez proches des créationnistes. En effet, la cause finale de l’Intelligent Design ne s’apparente-t-elle pas à la force aveugle du hasard ? Dans les deux cas, « les organismes sont effacés en tant qu’acteurs individuels », ils sont conduits vers un optimum par une force supérieure. « Les deux métaphores sont fermement ancrées dans l’idéologie du faire et du mécanisme. Elles n’ont pas abandonné la res extensa : […] l’organisme reste “dans la nature”, et non pas dans son Umwelt. »
Quant aux chrétiens non créationnistes, ils « ont essayé d’éviter les liaisons compliquées avec les sciences […] en limitant leur message soit à l’âme intérieure, soit au surnaturel ». Ils sont donc encore plus blâmables que les défenseurs de l’Intelligent Design, car ils ont abandonné l’univers entier par manque de courage.

#### Période actuelle et crise écologique
[réf. souhaitée]
La modernité, prisonnière de la nature, touche à sa fin. « Quelque chose de radicalement différent se met en place. » Un monde nourri de valeurs nouvelles apparaît. Latour détaille les phénomènes qui participent à ce changement paradigmatique. Les crises environnementales ont attiré l’attention sur les non-humains. L’écologie n’a pas provoqué un retour de la nature : elle a, au contraire, montré la nécessité d’abandonner cette notion et de recourir à l’Umwelt. L’anthropologie des sciences, dont Latour s’est fait le chantre, a dévoilé comment les savants construisent les faits.
La crise écologique et les Science and technology studies ont révélé les égarements des modernes. Débarrassée de la nature, la religion peut récupérer son domaine légitime : la Création tout entière. C’est la fin d’un conflit qui, pendant trois siècles, a privé le monde du sens apporté par « l’énonciation » religieuse ! L’opposition entre croyance et savoir se dissout. Le message chrétien retrouve son universalité (Religion), la science sa juste place (Référence). Les travaux de Darwin prennent toute leur valeur (Reproduction). Une nouvelle ère commence.
La crise écologique sonne le glas d’un monde que nous avons connu. Pour relever ces défis, il fallait redonner à la religion sa légitimité sur le monde. Autrement, personne ne lui aurait accordé du crédit. C’était l’un des enjeux d’une rupture avec l’ontologie moderniste ! Comment agir ? Latour s’oppose aux courants qui s’entêtent à « conserver la nature ». Nous devons accepter les transformations et leurs effets, il est vain de s’y opposer. Le moment n’est pas venu de « trahir l’éthos progressiste du modernisme ». Au contraire, il faut redoubler d’efforts et dépasser les « limites de la notion de limites ». La technique nous a plongés dans ce chaos, c’est par elle que nous en sortirons. « Pouvons-nous imaginer un Docteur Frankenstein qui ne fuirait pas d’horreur devant la créature qu’il a commencé par rater — un Frankenstein qui revient dans son laboratoire ? » Latour a l’espoir de redresser la situation. Cet espoir vient du christianisme, qui soutient avec « confiance » la « transformation artificielle des biens terrestres ». La religion ne rejette pas la technique. Au contraire, l’Eucharistie, en elle-même, symbolise un moment de transformation artificielle, voire scientifique, ajoute Latour. D’ailleurs, « l’appel à tout renouveler, ici et maintenant, et dans ce monde, est avant tout une passion religieuse ».
Il existe pourtant une fin que l’on ne peut repousser perpétuellement. La résurrection sera alors la réponse. « La “création” pourrait désigner ce que l’on obtient quand la Reproduction et la Référence sont saisis par le besoin religieux radical de transformer ce qui est donné en ce qui doit être complètement renouvelé. » La résurrection aboutira donc à une nouvelle création. Comme elle concerne le monde dans sa totalité, la résurrection fera rejaillir un univers complet. Dans cette citation, Dieu prend-t-il la forme du « besoin religieux radical » ? Si les non-humains ont émergé des éons, alors Dieu est bien à l’origine de tout. Création et Reproduction sont animées par la Créativité. Par là, Latour dit que Dieu est présent dans toute chose. Ainsi, c’est sans doute, en tant que découvreur de la Reproduction, et donc d’une facette de Dieu, que Latour fait de Darwin un « Père de l’Église ».

### Prises de position dans le débat public
La principale incursion de Bruno Latour dans le champ de l'économie est L'Économie, science des intérêts passionnés. Introduction à l'anthropologie économique de Gabriel Tarde (2008), ouvrage dans lequel il dit se reconnaître dans la pensée du juriste et économiste libéral-conservateur Gabriel Tarde (1843-1904), fervent anti-marxiste. 
En novembre 2012, au moment du renouvellement de l'équipe dirigeante de l'Institut d'études politiques de Paris, Bruno Latour défend dans le quotidien Le Monde le bilan et l'ambition de Richard Descoings et de son successeur Hervé Crès au moment où celui-ci est fortement remis en cause par un rapport de la Cour des comptes dénonçant la gestion de l'institut.
Il soutient Éric Piolle pour la primaire présidentielle de l'écologie de 2021, puis, Piolle ayant été éliminé, il soutient le vainqueur de la primaire Yannick Jadot pour l'élection présidentielle de 2022.
Bruno Latour est catholique pratiquant, bien que sa foi ne soit pas toujours explicite dans ses écrits - du moins jusqu'à son dernier ouvrage, La religion à l’épreuve de l’écologie (mais dès 2002 il avait publié Jubiler ou les tourments de la parole religieuse). Son doctorat est également en théologie, pas en philosophie ni en sociologie. Pour lui, il y a un lien « entre le terrestre et l’incarnation », ce qui l'amène à s'intéresser aux positions du pape François. Cette posture religieuse a pu être interprétée dans la presse laïque comme la source du combat de Bruno Latour contre le concept de vérité scientifique, cherchant toujours à ramener la science au niveau de la foi, élevant du même coup la foi au rang de la science. Il s'est aussi opposé à ce titre à « la drogue dure de l'émancipation », voyant dans les idéaux de la gauche progressiste un arrachement aux attachements religieux : « « Grâce aux faitiches, l’expression de la liberté reprend le chemin que l’idéal d’émancipation et de détachement avait transformé en impasse : la liberté devient le droit de n’être pas privé des liens qui font exister, liens vidés de tout idéal de détermination, de toute théologie de la création ex nihilo ».

## Critiques et controverses
La pensée de Bruno Latour se veut radicale et provocatrice : elle n'a donc pas manqué de susciter la controverse, d'autant que Bruno Latour a lui-même passé une grande partie de sa carrière à s'efforcer de « démonter » les grands sociologues de son temps, à commencer par Pierre Bourdieu, qui le décrivit lui-même dans les années 2000 comme un « constructiviste radical » inventeur de « faux débats » philosophiques, et surtout intéressé par la promotion opportuniste d'une nouvelle sociologie non-marxiste et compatible avec le libéralisme. Le philosophe Jacques Bouveresse voyait quant à lui dans Latour « un relativiste postmoderne ».
Simon Schaffer a montré que la théorie de l’acteur-réseau supposait un retour à l’hylozoïsme présocratique, d'autres comme Arnaud Saint-Martin ont interrogé les limites de la commensurabilité des « modes d’existence », ou Francis Chateauraynaud la possibilité de maintenir des réseaux ouverts indéfiniment, et d'autres comme Yves Gingras ont émis des doutes majeurs sur la prétendue « radicalité » de Latour, davantage affichée qu'endossée.
Si Bruno Latour a effectivement été à une époque un des penseurs français les plus cités et discutés aux États-Unis, cela n'a pas été que de manière laudative, bien au contraire. Par exemple, Olga Amsterdamska a publié une recension incendiaire de la version anglophone de son livre Science en action intitulée « Surely You Are Joking, Monsieur Latour! », dans laquelle elle dénonce chez Latour un formalisme qui conduit à négliger systématiquement l'idée même de méthode scientifique au profit d'une analyse uniquement environnementale (le « jeu d'acteurs ») de l'activité de recherche, supprimant ainsi le cœur même de ce qui constitue la sociologie des sciences. Deux ans plus tard, les sociologues américains Collins et Yearly vont jusqu'à avouer qu'« au fil des années, il est de plus en plus difficile de prendre au sérieux les déclarations les plus tapageuses de l'école de l'acteur-réseau, mais de peur de paraître ridicules, les lecteurs font comme si de rien n'était ».
En 1995, le sociologue Yves Gingras publie un article intitulé Un air de radicalisme : Sur quelques tendances récentes en sociologie de la science et de la technologie, dans lequel il se livre à une critique en règle de la tendance latourienne à la création permanente de concepts voire de débats creux et ronflants, propres à épater les étudiants mais sans réel apport intellectuel concret.
En 1997, Bruno Latour est l'une des principales cibles du livre Impostures intellectuelles d'Alan Sokal et Jean Bricmont (tous deux physiciens devenus épistémologues), dénonçant un certain nombre de penseurs « post-modernes » relativistes cherchant à saper la légitimité scientifique par des postures philosophiques prétentieuses et en l'absence de la moindre compétence scientifique. Le livre visait également Jacques Lacan, Julia Kristeva, Luce Irigaray, Jean Baudrillard, Gilles Deleuze, Félix Guattari, et Paul Virilio (Latour étant le plus jeune, et le seul encore en milieu de carrière). Pour les auteurs, qui critiquent l'usage sociologique que fait Latour du concept physique de théorie de la relativité : « L'analyse de Latour est fondamentalement viciée par son manque de compréhension de la théorie qu'Einstein essaye d'expliquer. » Latour répliqua en accusant Sokal d'arrière-pensées politiques dans sa démarche.
De longue date critiquée par des philosophes et historiens des sciences comme Olga Amsterdamska ou David Bloor puis Andreas Malm, sa philosophie alternative se présente comme une forme de « métaphysique assez libre d'allure » qui récuse toute distinction entre la nature et la société. Défiant l'orthodoxie intellectuelle et confinant parfois au gnostique ou à la mystique, elle a su séduire dans certaines sciences sociales, mais est restée relativement ignorée du champ philosophique et notamment de la philosophie des sciences, champ dont Latour a largement abordé les questions mais jamais mobilisé la recherche.
L'une des critiques récurrentes des philosophes de gauche à Latour est sa radicalité de façade contrastant fortement avec une vie marquée par le compromis permanent avec la droite catholique conservatrice et le libéralisme mercantile, laissant à sa mort un « Fonds Bruno Latour » à Sciences-Po financé par BNP-Paribas, VINCI, Rothschild et d'autres groupes du CAC 40. Pour l'agronome Daniel Tanuro, « Bruno Latour dynamite les concepts. Matière, nature, société, environnement, production, capitalisme, systèmes, émancipation…  tout vole en éclats, il ne reste que Gaïa. C’est ce qui donne à son message une apparence de radicalité. Mais au milieu des fragments épars, au nom de l’urgence écologique et de la reproduction, le pragmatisme remplace la critique, le « compositionnisme » s’érige en stratégie. [...] Soutien aux ZAD d’un côté, alliances avec des néolibéraux et des réactionnaires de l’autre : seuls les extrémistes du hors-sol (Trump, Musk, Ayn Rand…) sont exclus du peuple des Terrestres. Tous les autres, la cosmologie de Gaïa les rassemblera en guidant leurs changements de comportements. Car, en fin de compte, on en revient à ça : culpabilisation, confession, conversion et métamorphose personnelles en lieu et place du combat social ; l’innovation technique – pardon, « la force inventive de Gaïa » – fera le reste… ».
Après avoir passé l'essentiel de sa carrière intellectuelle à combattre et tenter de remplacer le marxisme dans le domaine des sciences sociales, Bruno Latour laisse comme ultime ouvrage son Mémo sur la nouvelle classe écologique, où il semble finalement redécouvrir l'intérêt d'une analyse politique en termes de lutte des classes, n'hésitant plus à employer des termes et catégories précédemment voués aux gémonies comme classe, société ou même capitalisme, et présentant Karl Marx comme un « guide indispensable ». Il en profite toutefois aussi pour restaurer un vocabulaire aux connotations beaucoup plus réactionnaires (sol, territoire, terre, nation, peuple, attachement, tradition, limite, frontière) et fait de la religion catholique un agent indispensable de toute transition écologique, axant l'engagement politique non plus sur l'analyse économique et sociale (comme dans la tradition marxiste) mais sur des « affects », attachements et appartenances morales, dans une approche qui s'apparente finalement davantage à celle d'un Heidegger. Tous ces éléments font dire à des analystes comme Yoann Demoli et René Llored ou Dominique Routhier que l'écologie proposée ici, en plus d'être totalement dépolitisée (et dérationalisée), s'identifie comme une « écologie réactionnaire ».
Dans les colonnes de Charlie Hebdo, le journaliste Guillaume Erner s'est livré en 2021 à une analyse rétrospective de la carrière de Bruno Latour, relativement méprisé en France à l'époque de ses travaux fondateurs en sociologie avec Michel Callon, puis élevé au rang de prophète et de « nouveau curé de la gauche » sur la fin de sa vie et alors que ses livres sortaient de plus en plus de son champ réel de compétence : « C’est toujours la même histoire : les hommes vieillissent, et c’est généralement trop tard qu’ils sont célébrés. Au terme d’une œuvre ambitieuse, ils publient un quick book, le charme des cheveux blancs opère, les voici érigés au rang de prophètes. »
Enfin, une critique récurrente de Bruno Latour vise moins sa personne que le « latourisme » et surtout les « latouriens », souvent constitués en club voire en secte, et partageant un même vocabulaire et surtout les mêmes réseaux de pouvoir (Sciences-Po Paris, les éditions Actes Sud et La Découverte, ou encore des relais médiatiques comme le journaliste au Monde Nicolas Truong, inventeur du concept de « penseurs du vivant », unis et définis par la référence à Latour). Ainsi pour Frédéric Lordon, les « intellectuels latouriens » seraient le modèle de « la radicalité qui ne touche à rien », agitant une métaphysique abstraite quand le défi de la destruction de la nature est on ne peut plus concret et politique. En 2014 paraissait un ouvrage collectif d'anciens doctorants de Bruno Latour, intitulé L’Effet Latour. Ses modes d’existence dans les travaux doctoraux. Ce recueil d'essais illustra pour de nombreux critiques la dimension sectaire du latourisme (comparable à celle qui caractérisa, en son temps, le lacanisme). Ce « Latouring Club » se décrivant lui-même comme un groupe de connivence et de dévotion cristallisé autour du refus de la pensée critique, L’Effet Latour est perçu dans sa recension par la revue Zilsel comme le « livre des disciples enamourés […] ressembl[ant] à un long prêche célébrant la Divine parole » et émaillé de « récits de conversion » n'ayant plus grand-chose de scientifique.

## Œuvres

### Livres
- (en) Bruno Latour et Woolgar, Laboratory Life : The Social Construction of Scientific Facts, Beverly Hills, Sage Publications, 1979, 1re éd. (ISBN 0-8039-0993-4) ; rééd. Princeton, Princeton University Press, 1986  (ISBN 0-691-02832-X) ; trad. française, La Vie de laboratoire. La Production des faits scientifiques, traduit de l'anglais par Michel Biezunski, Paris, La Découverte, « Sciences et société », 1988  (ISBN 2-7071-1772-2).
- Les Microbes. Guerre et paix, suivi de Irréductions, Paris, Métailié, « Pandore », 1984.
- Pasteur. Bataille contre les microbes, Paris, Nathan, « Poche-Nathan. Monde en poche », 1985.
- La Science en action, traduit de l'anglais par Michel Biezunski ; texte révisé par l'auteur, Paris, La Découverte, « Textes à l'appui. Série Anthropologie des sciences et des techniques », 1989  (ISBN 2-7071-1889-3).
- avec Michel Callon (dir.), La science telle qu'elle se fait. Anthologie de la sociologie des sciences de langue anglaise, Paris, La Découverte, « Textes à l'appui. Anthropologie des sciences et des techniques », 1991  (ISBN 2-7071-1998-9).
- Nous n'avons jamais été modernes. Essai d'anthropologie symétrique, Paris, La Découverte, « L'armillaire », 1991  (ISBN 2-7071-2083-9) ; nouvelle éd. 1997  (ISBN 2-7071-2692-6).
- Aramis ou l'Amour des techniques, Paris, La Découverte, « Textes à l'appui. Anthropologie des sciences et des techniques », 1992  (ISBN 2-7071-2120-7).
- Éclaircissements. Cinq entretiens avec Bruno Latour, entretiens avec Michel Serres, Paris, F. Bourin, 1992  (ISBN 2-87686-078-3) ; rééd. Flammarion, « Champs », 1994  (ISBN 2-08-081271-8).
- La clef de Berlin et autres leçons d'un amateur de sciences, Paris, La Découverte, 1993 (première version de Petites leçons de sociologie des sciences, 1996)  (ISBN 2-7071-2274-2).
- Pasteur, une science, un style, un siècle, Éditions Perrin, 1994  (ISBN 2-262-01059-5). Réédition sans illustrations et avec une nouvelle préface, Les Empêcheurs de penser en rond, 2022  (ISBN 978-2-35925-232-3)
- avec Pierre Lemonnier (dir.), De la préhistoire aux missiles balistiques. L'intelligence sociale des techniques, Paris, La Découverte, « Recherches », 1994  (ISBN 2-7071-2387-0).
- Le métier de chercheur. Regard d'un anthropologue, une conférence-débat à l'INRA, Paris, le 22 septembre 1994, Paris, Institut national de la recherche agronomique, « Sciences en questions », 1995  (ISBN 2-7380-0646-9).
- Petite réflexion sur le culte moderne des dieux faitiches, Les Empêcheurs de penser en rond, 1996  (ISBN 2-908602-76-8).
- Petites leçons de sociologie des sciences, Paris, Le Seuil, « Points-Sciences », 1996  (ISBN 2-02-029503-2).
- avec Émilie Hermant, Paris, ville invisible, design, Susanna Shannon, Les empêcheurs de penser en rond ; Paris, La Découverte, 1998  (ISBN 2-84324-057-3).
- (en) Pandora's Hope: An Essay on the Reality of Science Studies, Cambridge, Mass., Harvard University Press, 1999.  (ISBN 0-674-65335-1) ; trad. L'Espoir de Pandore, Paris, La Découverte, « Armillaire », 2001.
- Politiques de la nature. Comment faire entrer les sciences en démocratie, Paris, La Découverte, « Armillaire », 1999  (ISBN 2-7071-3078-8) ; 2004.
- Jubiler ou les Tourments de la parole religieuse, Paris, Éditions Synthélabo, « Les empêcheurs de penser en rond », 2002  (ISBN 2-84671-009-0). Réédition : La Découverte, « Les empêcheurs de penser en rond », 2013  (ISBN 978-2-3592-5074-9).
- La Fabrique du droit : une ethnographie du Conseil d'État, Paris, La Découverte, 2002  (ISBN 2-7071-3581-X).
- Un monde pluriel mais commun, entretiens avec François Ewald, La Tour-d'Aigues, Éditions de l'Aube ; Paris, Radio France, « Monde en cours. Intervention », 2003. Texte des entretiens diffusés par France Culture au cours de l'émission « À voix nue »  (ISBN 2-87678-821-7).
- (en) Reassembling the social. An introduction to Actor-Network Theory, Oxford, OUP, 2005 ; trad. Changer de société. Refaire de la sociologie, Paris, La Découverte, « Armillaire », 2005  (ISBN 2-7071-4632-3).
- avec Pasquale Gagliardi (dir.), Les Atmosphères de la politique. Dialogue pour un monde commun, (avec Philippe Descola, François Jullien, Gilles Kepel et al.), Paris, Les Empêcheurs de penser en rond, 2006  (ISBN 2-84671-161-5).
- avec Madeleine Akrich et Michel Callon (éd.), Sociologie de la traduction : textes fondateurs, Paris, Mines Paris, les Presses, « Sciences sociales », 2006. Textes rassemblés par le Centre de sociologie de l'innovation, laboratoire de sociologie de l'École des mines  (ISBN 2-911762-75-4).
- Chroniques d'un amateur de sciences, Paris, Mines Paris, les Presses, « Sciences sociales », 2006. Chroniques précédemment parues dans La Recherche, 1995-2001  (ISBN 2-911762-76-2).
- (dir.), Le dialogue des cultures, actes des rencontres inaugurales du Musée du quai Branly, 21 juin 2006, Arles, Actes Sud ; Paris, Musée du quai Branly, « Babel », 2007  (ISBN 978-2-7427-6861-5).
- avec Vincent Antonin Lépinay, L'Économie, science des intérêts passionnés. Introduction à l'anthropologie économique de Gabriel Tarde, Paris, La Découverte, 2008  (ISBN 978-2-7071-5644-0).
- présentation de Le Public fantôme de Walter Lippmann, Demopolis essai, 2008  (ISBN 978-2354570132).
- avec Isabelle Stengers, présentation de Les Différents Modes d'existence suivi de De l'œuvre à faire d'Etienne Souriau, Paris, PUF, « Métaphysiques », 2009  (ISBN 978-2-13-057487-3).
- Cogitamus : Six lettres sur les humanités scientifiques, Paris, La Découverte, 2010  (ISBN 978-2707166883).
- (en) Peter Erdélyi, Graham Harman et Bruno Latour, The Prince and the Wolf : Latour and Harman at the LSE, John Hunt Publishing (en), 2011 (ISBN 978-1-84694-422-2).
- Bruno Latour, Enquête sur les modes d'existence : Une anthropologie des modernes, Paris, La Découverte, 2012, 504 p. (ISBN 978-2-7071-7347-8).
- Face à Gaïa : Huit conférences sur le nouveau régime climatique, Paris, La Découverte, 2015, 398 p. (ISBN 978-2-35925-108-1) (voir des recensions dans Philosophie Magazine et dans Lectures).
- Où atterrir ? : Comment s'orienter en politique, Paris, La Découverte, coll. « Cahiers libres », 2017, 160 p. (ISBN 978-2-7071-9700-9).
- Imaginer les gestes barrières contre le retour à la production d'avant-crise / Nous ne vivons pas sur la même planète - un conte de Noël, Paris, AOC, coll. « imprimés d'AOC », 2020, 32 p. (ISBN 978-2-9567201-2-6).
- Où suis-je ? : Leçons du confinement à l'usage des terrestres, Paris, La Découverte, 2021, 150 p. (ISBN 9782359252002).
- avec Nikolaj Schultz, Mémo sur la nouvelle classe écologique, La Découverte (coll. Les empêcheurs de penser en rond), 2022, 95 p.  (ISBN 978-2-3592-5218-7).
- avec Frédérique Aït-Touati, Trilogie Terrestre, Paris, B42, 2022, 120 p. (ISBN 9782490077526).
- avec Frédérique Aït-Touati, Jean-Michel Frodon et Donato Ricci, Puissances de l'enquête, l'Ecole des arts politiques, Paris, Les liens qui libèrent, 2022, 342 p.  (ISBN 979-10-209-1115-5)
- La religion à l'épreuve de l'écologie : Suivi de Exégèse et Ontologie, Paris, La Découverte, 2024 (ISBN 9782359252699)réédition de sa thèse de doctorat par Anne-Sophie Breitwiller et Pierre-Louis Choquet, précédée d'entretiens avec des sociologues et des théologiens.

### Contributions à des ouvrages collectifs
- (en) « Don't throw the baby out with the Bath School! A reply to Collins and Yearley », in Pickering, Andrew, Science as practice and culture, Chicago, Illinois: University of Chicago Press, p. 343–368  (ISBN 9780226668017).
- (en) « Where are the missing masses? The sociology of a few mundane artifacts », in Bijker, Wiebe E.; Law, John, Shaping technology/building society: studies in sociotechnical change, Cambridge, Massachusetts: MIT Press, 1992, p. 225–258  (ISBN 9780262521949).
- (en) « Whose cosmos, which cosmopolitics? Comments on the peace terms of Ulrich Beck », in Robertson-von Trotha, Caroline Y., Kultur und Gerechtigkeit (Kulturwissenschaft interdisziplinär/Interdisciplinary Studies on Culture and Society, vol. 2), Baden-Baden: Nomos, 1992  (ISBN 9783832926045).
- « Les vues de l'esprit. une introduction à l'anthropologie des sciences et des techniques », in Emmanuel Alloa (dir.), Penser l'image II. Anthropologies du visuel, Dijon, Les presses du réel, 2015, p. 207–256  (ISBN 978-2-84066-557-1).
- Collectif, préface de Heinrich Geiselberger (trad. de l'allemand par Frédéric Joly (anglais et allemand) et Jean-Marie Saint-Lu (espagnol)), L'Âge de la régression, Paris, éditions premier parallèle, 13 avril 2017, 316 p. (ISBN 979-10-94841-48-8).
- « La technique, c’est la civilisation elle-même », échange avec Olivier de France et François-Bernard Huyghe, La Revue internationale et stratégique, n° 110, IRIS Éditions – Armand Colin, été 2018, p. 163-171.
- « Inventer une géopolitique de la nature : Les questions écologiques font éclater la notion d’espace », échange avec Bastien Alex, Olivier de France et Marc Verzeroli, La Revue internationale et stratégique, n° 124, IRIS Éditions – Armand Colin, hiver 2021, p. 89-102.
- Zone critique, scénario de Bruno Latour et Philippe Squarzoni, illustration de Philippe Squarzoni, Collection Découverte, Delcourt, Paris  (ISBN 9782413076995), 2024.

### Archives
Depuis le 24 juillet 2019, les archives scientifiques de Bruno Latour sont conservées aux Archives municipales de Beaune.

### Théâtre
- 2010 : Cosmocolosse de Bruno Latour, Chloé Latour et Frédérique Aït-Touati[20]
- 2013 : Gaia Global Circus de Pierre Daubigny (dans le cadre de et à partir des travaux du projet Gaia Global Circus, cofondé par Bruno Latour)[20], mise en scène de Frédérique Aït-Touati et Chloé Latour
- 2015 : Le Théâtre des Négociations/Make it Work (avec Frédérique Aït-Touati et Philippe Quesne)
- 2016 : Inside, conférence-performance de Bruno Latour, mise en scène Frédérique Aït-Touati (création au Théâtre Nanterre-Amandiers. Tournée : Künsterhaus Mousonturm, Frankfurt ; Théâtre National de la Criée, Marseille ; Signature Theatre, New York ; Kaaitheatre, Bruxelles ; Berliner Festpiele, Berlin)
- 2019 : Moving Earths, conférence-performance de Bruno Latour, mise en scène Frédérique Aït-Touati (création au Théâtre Nanterre-Amandiers. Tournée : Odéon-Théâtre de l'Europe ; Théâtre National de la Criée, Marseille ; Théâtre de l'Hexagone, Meylan ; Festival Bocca, Lisbonne)

## Récompenses et distinctions

### Prix
- 2013 : Prix Holberg[72] pour ses travaux sur la notion de modernité
- 2014 : Prix Raymond-de-Boyer-de-Sainte-Suzanne de l’Académie française
- 2016 : Prix de l'Académie catholique de France[73]
- Médaille de l’université de Bologne[72]
- 2021 : Prix de Kyoto[74]

### Honneurs
- Membre de l'Académie américaine des arts et des sciences (2008).
- Membre de l'Académie royale des sciences, des lettres et des beaux-arts de Belgique (2014).
- Membre de l'Académie royale danoise des sciences et des lettres (2017).
- Membre de la British Academy (2018).

### Titres honorifiques
- Docteur honoris causa de l'université de Lund (1996)
- Docteur honoris causa de l'université de Lausanne (2006)
- Docteur honoris causa de l'université de Göteborg (2008)
- Docteur honoris causa de l'université de Montréal (2008)
- Docteur honoris causa de l'université de Warwick (2009)
- Docteur honoris causa de l'université d'Édimbourg (2016)

### Décorations
- Officier de l'ordre des Palmes académiques (2002)
- Chevalier de la Légion d'honneur (31 décembre 2011)[75].
- Officier de l'ordre national du Mérite (promu officier par décret du 18 novembre 2017)[76].